# Campionato asiatico per club 2011 (femminile)
Il campionato asiatico per club 2011 si è svolto dal 19 al 25 giugno 2011 a Vinh Phuc, in Vietnam. Al torneo hanno partecipato 8 squadre di club asiatiche ed oceaniane e la vittoria finale è andata per la prima volta al Chang.

## Squadre partecipanti
- Žetysu
- Chang
- Garuda
- Kenshokai RedHearts
- Shakey's
- Persepolis VC
- Thông Post Bank
- Tianjin

## Fase a gironi

### Gironi
| Girone A                                                   | Girone B                    |
| ---------------------------------------------------------- | --------------------------- |
| Kenshokai RedHearts Shakey's Persepolis VC Thông Post Bank | Žetysu Chang Garuda Tianjin |

## Fase finale

### Finali 1º e 3º posto
|  | Quarti              | Quarti  |                 |        | Semifinali         | Semifinali         |  |  | Finale 1º/2º posto | Finale 1º/2º posto |
|  |                     |         |                 |        |                    |                    |  |  |                    |                    |
|  |                     |         |                 |        |                    |                    |  |  |                    |                    |
|  |                     |         |                 |        |                    |                    |  |  |                    |                    |
|  | Thông Post Bank     | 3       |                 |        |                    |                    |  |  |                    |                    |
|  | Thông Post Bank     | 3       |                 |        |                    |                    |  |  |                    |                    |
|  | Garuda              | 0       |                 |        |                    |                    |  |  |                    |                    |
|  | Garuda              | 0       | Thông Post Bank | 2      |                    |                    |  |  |                    |                    |
|  |                     |         | Thông Post Bank | 2      |                    |                    |  |  |                    |                    |
|  |                     | Chang   | 3               |        |                    |                    |  |  |                    |                    |
|  | Chang               | Chang   | 3               | 3      |                    |                    |  |  |                    |                    |
|  | Chang               |         |                 | 3      |                    |                    |  |  |                    |                    |
|  | Persepolis VC       | 0       |                 |        |                    |                    |  |  |                    |                    |
|  | Persepolis VC       | 0       | Chang           | 3      |                    |                    |  |  |                    |                    |
|  |                     |         | Chang           | 3      |                    |                    |  |  |                    |                    |
|  |                     | Tianjin | 0               |        |                    |                    |  |  |                    |                    |
|  | Tianjin             | Tianjin | 0               | 3      |                    |                    |  |  |                    |                    |
|  | Tianjin             |         |                 | 3      |                    |                    |  |  |                    |                    |
|  | Shakey's            | 0       |                 |        |                    |                    |  |  |                    |                    |
|  | Shakey's            | 0       | Tianjin         | 3      | Finale 3º/4º posto | Finale 3º/4º posto |  |  |                    |                    |
|  |                     |         | Tianjin         | 3      | Finale 3º/4º posto | Finale 3º/4º posto |  |  |                    |                    |
|  |                     | Žetysu  | 1               |        |                    |                    |  |  |                    |                    |
|  | Kenshokai RedHearts | Žetysu  | 1               | 0      | Thông Post Bank    | 0                  |  |  |                    |                    |
|  | Kenshokai RedHearts |         |                 | 0      | Thông Post Bank    | 0                  |  |  |                    |                    |
|  | Žetysu              | 3       |                 | Žetysu | 3                  |                    |  |  |                    |                    |
|  | Žetysu              | 3       |                 |        | 3                  |                    |  |  |                    |                    |
|  |                     |         |                 |        |                    |                    |  |  |                    |                    |
|  |                     |         |                 |        |                    |                    |  |  |                    |                    |

### Finali 5º e 7º posto
|  | Semifinali          | Semifinali          | Semifinali    |               |                     | Finale 5º/6º posto  | Finale 5º/6º posto | Finale 5º/6º posto |  |
|  |                     |                     |               |               |                     |                     |                    |                    |  |
|  | Shakey's            | Shakey's            | 0             |               |                     |                     |                    |                    |  |
|  | Shakey's            | Shakey's            | 0             |               |                     |                     |                    |                    |  |
|  | Kenshokai RedHearts | Kenshokai RedHearts | 3             |               |                     |                     |                    |                    |  |
|  | Kenshokai RedHearts | Kenshokai RedHearts | 3             |               | Kenshokai RedHearts | Kenshokai RedHearts | 3                  |                    |  |
|  |                     |                     |               |               | Kenshokai RedHearts | Kenshokai RedHearts | 3                  |                    |  |
|  |                     |                     | Persepolis VC | Persepolis VC | 0                   |                     |                    |                    |  |
|  | Garuda              | Garuda              | Persepolis VC | Persepolis VC | 0                   | 1                   |                    |                    |  |
|  | Garuda              | Garuda              |               |               |                     | 1                   |                    |                    |  |
|  | Persepolis VC       | Persepolis VC       | 3             |               |                     | Finale 7º/8º posto  | Finale 7º/8º posto | Finale 7º/8º posto |  |
|  | Persepolis VC       | Persepolis VC       | 3             |               |                     |                     |                    |                    |  |
|  |                     |                     |               |               |                     |                     |                    |                    |  |
|  |                     |                     |               |               |                     | Shakey's            | Shakey's           | 1                  |  |
|  |                     |                     |               |               |                     | Shakey's            | Shakey's           | 1                  |  |
|  |                     |                     |               |               |                     | Garuda              | Garuda             | 3                  |  |

## Classifica finale
| Classifica | Squadre             | Qualificazione                |
| ---------- | ------------------- | ----------------------------- |
|            | Chang               | Coppa del Mondo per club 2011 |
|            | Tianjin             |                               |
|            | Žetysu              |                               |
| 4          | Thông Post Bank     |                               |
| 5          | Kenshokai RedHearts |                               |
| 6          | Persepolis VC       |                               |
| 7          | Garuda              |                               |
| 8          | Shakey's            |                               |